# Jan Thullie

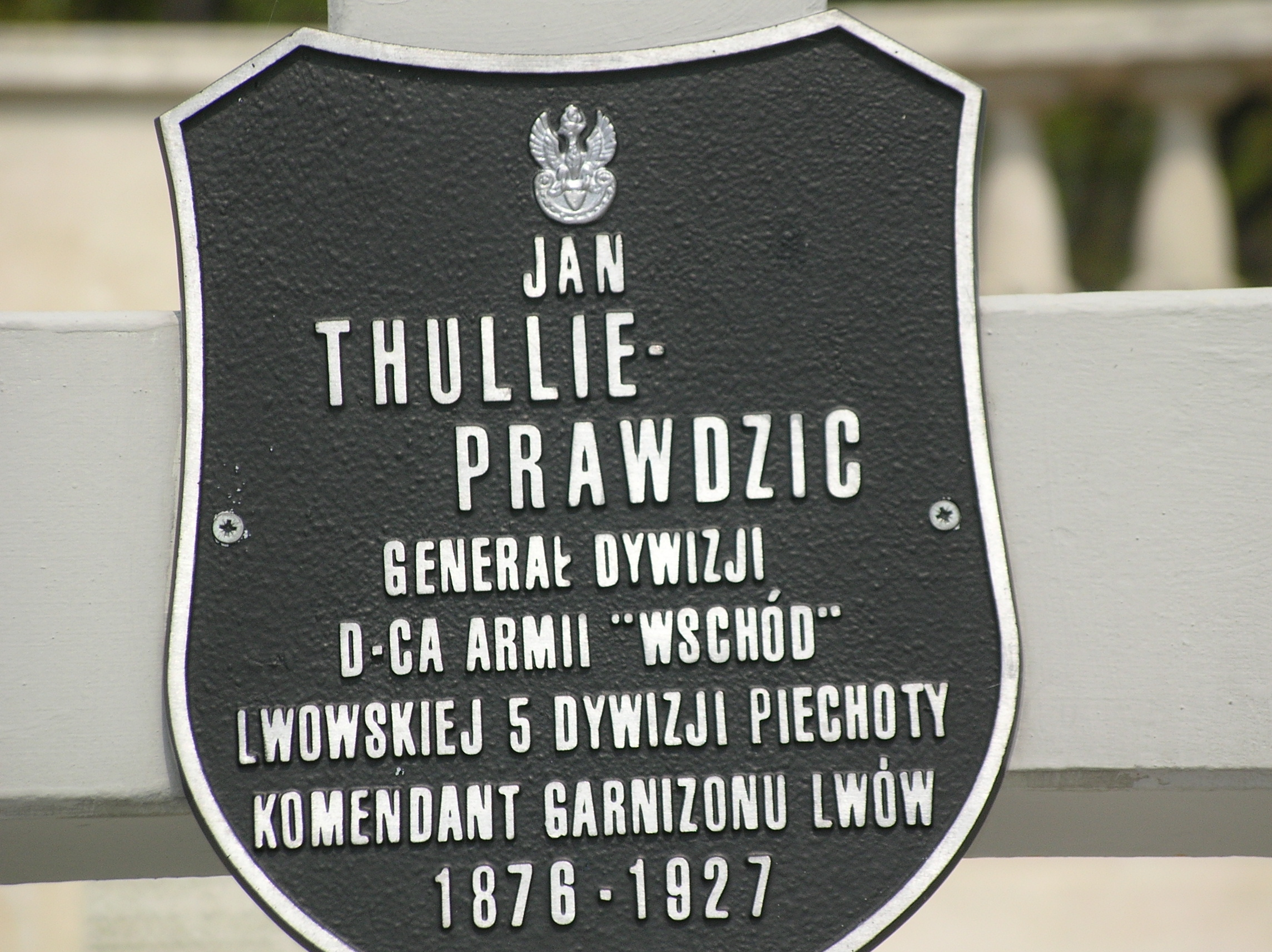
Tablica nagrobna na Cmentarzu Obrońców Lwowa

Jan Thullie herbu Prawdzic (ur. 20 października 1876 w Złoczowie, zm. 22 października 1927 we Lwowie) – generał dywizji Wojska Polskiego, kawaler Orderu Virtuti Militari.

## Życiorys
Urodził się 20 października 1876 w Borkach Wielkich, w ówczesnym powiecie tarnopolskim Królestwa Galicji i Lodomerii, w rodzinie Wiktora i Marii z Czeżowskich. Pochodził ze spolonizowanej rodziny francuskiej.
W 1895, po ukończeniu Szkoły Kadetów Piechoty w Łobzowie, został powołany do zawodowej służby wojskowej w c. i k. armii i wcielony do czeskiego pułku piechoty nr 76 w Pradze. W latach 1899–1901 był słuchaczem Szkoły Wojennej w Wiedniu. Po ukończeniu nauki wrócił do macierzystego pułku w Pradze. W 1902 otrzymał tytuł oficera przydzielonego do Sztabu Generalnego oraz został przydzielony do Komendy 43 Dywizji Piechoty Obrony Krajowej we Lwowie, pozostając oficerem nadetatowym IR 73. W następnym roku został przydzielony do Komendy 86 Brygady Piechoty Obrony Krajowej w Czerniowcach, w dalszym ciągu pozostając oficerem nadetatowym IR 73. W 1904 został przeniesiony do pułku piechoty Obrony Krajowej Stryj nr 33 w Stryju. W latach 1912–1913 wziął udział w mobilizacji sił zbrojnych Monarchii Austro-Węgierskiej, wprowadzonej w związku z wojną na Bałkanach.
W 1918 wchodził w skład sztabu generalnego gubernatora w Lublinie. Pozostawał wówczas oficerem nadetatowym pułku strzelców nr 33. W czasie służby w c. i k. armii oraz c. k. OK awansował kolejno na stopnie: kadeta–zastępcy oficera (1 września 1895), podporucznika (1 listopada 1896), porucznika (1 listopada 1900), kapitana (1 listopada 1904), majora (1 listopada 1914) i podpułkownika (1 sierpnia 1916).
23 listopada 1918 został przyjęty do Wojska Polskiego w stopniu pułkownika i mianowany szefem sztabu Naczelnego Dowództwa Wojsk Polskich na Galicję Wschodnią. 17 grudnia objął szefostwo Oddziału I Sztabu Generalnego WP. Jego podkomendnymi byli przyszli generałowie: Julian Stachiewicz, Tadeusz Kutrzeba i Henryk Bobkowski. W marcu 1919 po reorganizacji sztabu został szefem Oddziału I Operacyjnego, a także – razem z Julianem Stachiewiczem – członkiem komisji kwalifikacyjnej do nowo ustanowionego korpusu oficerów Sztabu Generalnego. 22 kwietnia przekazał obowiązki szefa oddziału Julianowi Stachiewiczowi, a sam został mianowany szefem sztabu Frontu Litewsko-Białoruskiego, dowodzonego przez gen. Stanisława Szeptyckiego. Jesienią 1919 objął stanowisko szefa sztabu Dowództwa Okręgu Generalnego „Lwów”. Od 23 sierpnia 1920 kierował sztabem Frontu Południowego. W latach 1920–1921 był szefem Biura Najwyższej Wojskowej Komisji Opiniującej.
Według Piotra Staweckiego, od 9 marca 1921 zajmował stanowisko szefa sztabu Inspektoratu Armii Nr IV i był autorem pierwszego planu wojny z Niemcami. 25 września 1921 objął dowództwo 5 Dywizji Piechoty we Lwowie. 3 maja 1922 został zweryfikowany w stopniu generała brygady ze starszeństwem z dniem 1 czerwca 1919 i 35. lokatą w korpusie generałów. 1 grudnia 1924 Prezydent RP Stanisław Wojciechowski na wniosek ministra spraw wojskowych, gen. dyw. Władysława Sikorskiego, awansował go na generała dywizji ze starszeństwem z dniem 15 sierpnia 1924 i 11. lokatą w korpusie generałów. 3 listopada 1926 Prezydent RP zwolnił go ze stanowiska dowódcy 5 Dywizji Piechoty i mianował komendantem Centrum Wyższych Studiów Wojskowych w Warszawie. Zmarł 22 października 1927 we Lwowie. 24 października 1927 został pochowany na Cmentarzu Obrońców Lwowa.
Jan Thullie był żonaty z Walerią z Capińskich, z którą miał dwóch synów: Aleksandra (ur. 1906) i Andrzeja (ur. 1910).

## Opinia Józefa Piłsudskiego o generale Thulliem
W grudniu 1922 ówczesny Szef Sztabu Generalnego WP i przewodniczący Biura Ścisłej Rady Wojennej, Pierwszy Marszałek Polski Józef Piłsudski, sporządził opinie 95 generałów pozostających w służbie czynnej, w tym o gen. bryg. Janie Thulliem, którego zaliczył do grupy II – generałów brygady: na których chcę zwrócić uwagę, jako na oficerów stojących wyżej niż przeciętna miara i zatem zdatnych do wyzyskania zgodnie z ich zdolnościami oraz scharakteryzował go w sposób następujący: Człowiek o prawym charakterze, wykształconej głowie, miły i spokojny w obejściu, trochę leniwy i zanadto względny dla słabości swoich i innych. W dowodzeniu bałbym się jego słabych nerwów, przewidywania ciągłych nieszczęść i trudności psychicznej we wzięciu na siebie ryzyka. Lepszy byłby w sztabach, gdzie nie robiłby nigdy kaneraw, kłótni i sporów. Ciągle mi go rekomendują jako kierownika szkolenia wojska, nie mogę poradzić, jaki by był pod tym względem. Jeden ze zdolniejszych oficerów naszej armii, dla którego dotąd właściwego użytku nie znalazłem.

## Ordery i odznaczenia
- Krzyż Srebrny Orderu Wojskowego Virtuti Militari nr 5222 (28 lutego 1922)[27]
- Krzyż Komandorski Orderu Odrodzenia Polski (31 grudnia 1923)[28][29]
- Krzyż Walecznych (trzykrotnie, po raz 1 i 2 w 1922)[30]
- Kawaler Orderu Legii Honorowej (Francja)
- Order Korony Żelaznej 3 klasy z dekoracją wojenną i mieczami (Austro-Węgry)[31]
- Krzyż Rycerski Orderu Franciszka Józefa z dekoracją wojenną (Austro-Węgry)[31]
- Krzyż Zasługi Wojskowej 3 klasy z dekoracją wojenną i mieczami (Austro-Węgry)[31]
- Krzyż Zasługi Wojskowej (Austro-Węgry, 1912)[32]
- Brązowy Medal Jubileuszowy Pamiątkowy dla Sił Zbrojnych i Żandarmerii (Austro-Węgry)[33]
- Krzyż Jubileuszowy Wojskowy (Austro-Węgry)[34]
- Krzyż Pamiątkowy Mobilizacji 1912–1913 (Austro-Węgry)[34]